# Valea Deșului
Valea Deșului – wieś w Rumunii, w okręgu Gorj, w gminie Vladimir. W 2011 roku liczyła 414 mieszkańców.